# بیمارستان سیار
بیمارستان سیار، یک مرکز درمانی یا یک بیمارستان کوچک با تجهیزات پزشکی لازم است که می‌توان آن را در زمان کوتاهی به مکان مورد نظر حمل و راه اندازی و شروع به بهره‌برداری کرد. بیمارستان سیار بایستی بتواند حداقل خدمات پزشکی و درمانی را برای بیماران یا زخمی‌ها در شرایط بحرانی همچون جنگ و بلایای طبیعی فراهم نماید.

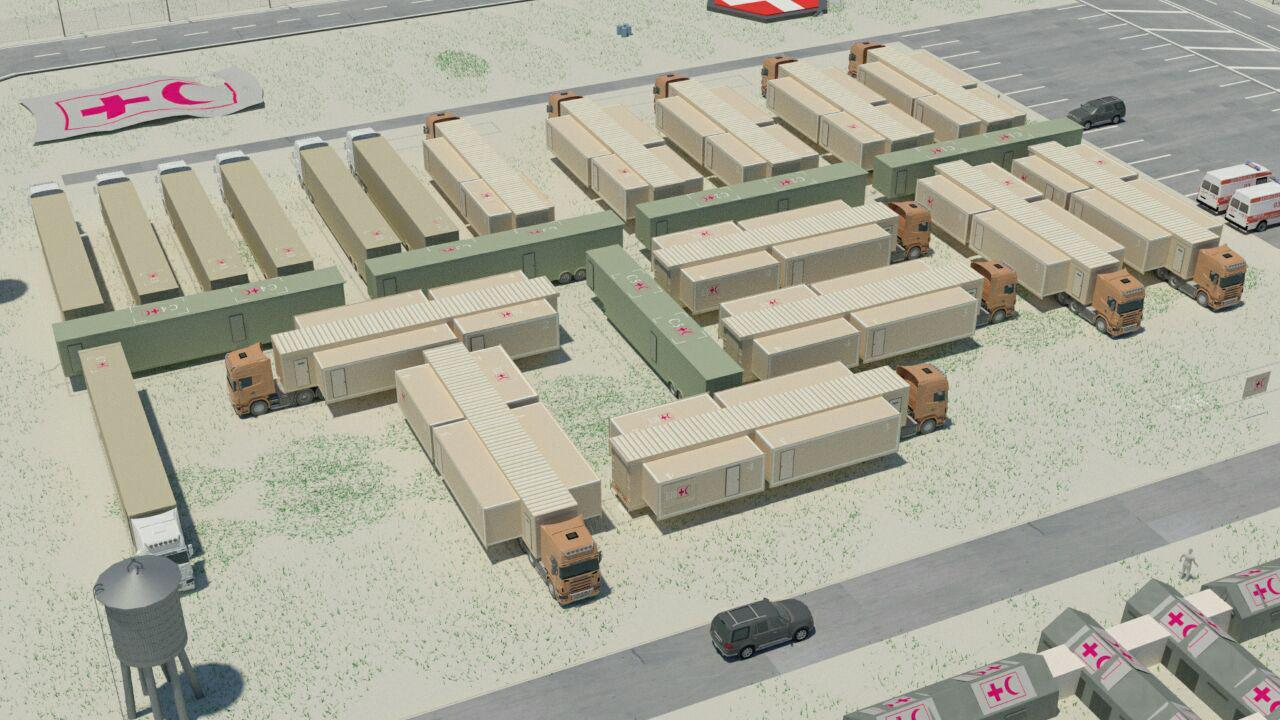
محوطه یک بیمارستان سیار

طراحی بیمارستان سیار به صورت ماجولار انجام می‌شود و هر ماجول بر روی یک تریلر یا کامیون یا اتوبوس نصب می‌گردد و نهایتاً بیمارستان سیار از کنار هم قرار گرفتن ماجول‌های مختلف تشکیل می‌شود. بعضی از ماجول‌ها طوری طراحی می‌شوند که به صورت مستقل نیز می‌توانند خدمات لازم را ارائه دهند. در بیمارستان سیار همه ماجول‌ها روی چرخ قرار دارند و می‌توانند روی جاده حرکت نمایند و به آسانی به جایی دیگر منتقل شوند. در این ماجول‌ها، فضای درمانی لازم و تجهیزات مورد نیاز، برای ارائه خدمات پزشکی، درمانی و حتی جراحی‌های حیاتی، لحاظ شده‌است و امکان انتقال مجموعه، برپایی سریع و آغاز به بهره‌برداری در کمترین زمان، برای چنین بیمارستانی متصور است.
بیمارستان سیار ارائه خدمات درمانی و پزشکی حیاتی را برای بیماران و زخمی‌ها در شرایط بحرانی، و در نزدیکی محل حادثه و پیش از  انتقال آنان به یک بیمارستان دائمی را فراهم می‌آورد. در بیمارستان سیار، با توجه به وضعیت مجروح و درجه وخامت بیمار، می‌توان روند درمان را در بیمارستان سیار کامل نمود یا بر حسب ضرورت، فقط به تثبیت وضعیت بیمار اقدام نموده و سپس آن را به مرکز درمانی دیگر اعزام کرد.
در طی صدها سال، نیاز ارتش‌ها به نجات جان سربازان زخمی در میدان جنگ، به پیدایش و توسعه پزشکی نظامی منجر شده‌است.
در واقع جنگ همیشه به‌طور مستقیم یا غیرمستقیم موجب پیشرفت در علم پزشکی شده‌است. در این راستا، بیمارستان‌های سیار و بیمارستان‌های صحرایی برای کمک به ارائه خدمات سریع تر و مطلوب تر پزشکی و درمانی در جبهه‌های جنگ به وجود آمده و توسعه یافته‌اند.
می‌توان "بیمارستان سیار" را نمونه مدرن تر و به روز تر "بیمارستان صحرایی" و همچنین نمونه بزرگتر و جامع تر " واحدهای نظامی و سیار جراحی " (Mobile army surgical hospital) موسوم به MASH در نظر گرفت که به نجات جان انسان‌ها و بهبود انجام فرایند درمان در بلایای طبیعی و جنگ می‌کنند.
از آنجایی که بیمارستان سیار بایستی بسیاری از تجهیزات پزشکی و فضاهای درمانی را شامل بوده و بتواند آن فضاها و تجهیزات را به سادگی به جای دیگر منتقل کند احتیاج به پلت فرم‌های خاصی دارد.
پلت فرم میزبان بیمارستان سیار، می‌تواند باکس عقب یک کامیون یا اتاق روی یک تریلی یا فضای داخلی یک اتوبوس باشد.
از آنجا که پروتکل‌های درمانی بیمارستان‌های سیار مشابه با بیمارستان‌های دائمی بوده و قوانین و معیارهایی یکسان و مشابهی با آن‌ها دارند، بنابراین پلت فرم بیمارستان سیار باید بسیار انعطاف‌پذیر و کارآمد و مناسب برای طراحی یک مرکز بهداشتی و درمانی و جراحی باشد که در نهایت بتواند کارکرد و فضاها و تجهیزات شبیه به یک مرکز بیمارستان دایمی را داشته باشد.
از نظر تنوع انجام خدمات پزشکی یا ظرفیت تخت‌های بستری، بیمارستان سیار و بیمارستان صحرایی شبیه به هم می‌باشند و به‌طور کلی می‌توان گفت که یک بیمارستان سیار بزرگتر از واحدهای ارائه کمک‌های اولیه (واحدهای امدادرسانی و کمک‌های اولیه که ممکن است در یک ایستگاه یا در یک یا چند آمبولانس ارائه شود) و کوچکتر از یک بیمارستان دائمی است.
همچنین، در شرایط اضطراری بیمارستان سیار را می‌توان به یک بیمارستان صحرایی دیگر متصل کرد و ظرفیت تخت‌های بستری را افزایش داد یا برای بیماران و مجروحان بدحال، خدمات درمانی بهتری را فرآهم آورد.
با توجه به قوانین بین‌المللی حقوق بشر از جمله کنوانسیون ژنو مبنی بر ممنوعیت حمله به پزشکان و آمبولانس‌ها و بیمارستان‌ها نشان‌گذاری شده با علامت صلیب سرخ یا هلال احمر، بیمارستان‌های سیار هم بایستی از هر حمله‌ای مصون باشند.

## بیمارستان سیار یا بیمارستان صحرایی
پلت فرم اولیه بیمارستان‌های سیار اتاق یک تریلر، باکس پشت کامیون، یا فضای آمبولانس یا اتوبوس است که همه آن‌ها قابلیت حرکت در جاده را دارا می‌باشند،
در حالیکه ساختار اصلی یک بیمارستان صحرایی چادر و کانتینر است. در بیمارستان صحرایی، چادر و تمام تجهیزات لازم پزشکی در کانتینر قرار داده شده و در نهایت این کانتینرها از طریق، هواپیما، قطار، کشتی،  کامیون یا تریلر قابل انتقال خواهند بود.
بنابراین بیمارستان سیار یک واحد متحرک است و می‌تواند با نیروی محرکه داخلی (مشابه کامیون، اتوبوس یا آمبولانس) یا به کمک نیروی محرک یک کشنده (مشابه تریلر) در جاده حرکت نماید؛ اما بیمارستان صحرایی صرفاً یک واحد قابل جابجایی است.
جنس بدنه در بیمارستان سیار، یک لایه عایق حرارتی به همراه دو لایه ورق فولادی یا فایبرگلاس است، اما چادرهای بیمارستان صحرایی از پارچه یا برزنت  ساخته شده‌اند لذا گندزدیایی یا ضدعفونی کردن محیط داخلی بیمارستان سیار بسیار راحت‌تر از بیمارستان صحرایی قابل انجام است به همین خاطر در رعایت پروتکل‌های بهداشتی بیمارستان‌های سیار نسبت به بیمارستان‌های صحرایی دارای ارجهیت می‌باشند.
به علت ایزولاسیون بهتر دیواره‌های بیماستان سیار انجام سرمایش و گرمایش در بیمارستان‌های سیار راحت‌تر و با صرف انرژی کمتر صورت می‌پذیرد.
و در نهایت در برپایی یک بیمارستان صحرایی معمولاً احتیاج به جرثقیل و لیفتراک نیز است در حالیکه در راه انداری و استقرار یک بیمارستان سیار احتیاج به چنین ادواتی بسیار کمتر است.

## بخش‌ها و ساختارهای بیمارستان سیار
در بیمارستان‌های سیار پیشرفته تر، از تریلرهای ویژه با فضای درمانی کارآمد تر و بزرگتر استفاده می‌شود که برخی از این تریلرها، تریلرهای قابل گسترش (تریلر باز شو) می‌باشند.
تریلرهای قابل گسترش (تریلرهای باز شو) حین حرکت و تردد در جاده‌ها از لحاظ سایز و اندازه و نمای ظاهری مشابه تریلرهای استاندارد می‌باشند اما به هنگام توقف و در حین بهره‌برداری فضای آن می‌تواند گسترش یابد. برای مثال مساحت یک تریلر باشو (با چهار باکس باز شو) می‌تواند به بیش از ۸۰ متر مربع برسد، در صورتی که اندازه یک تریلر با اتاق استاندارد حدود ۳۵ متر مربع است.

## ساختار بخش‌های مختلف یک بیمارستان سیار
ساختار بخش‌های مختلف یک بیمارستان سیار می‌تواند با توجه به کاربرد آن متفاوت باشد.
با توجه به پلت فرم‌ها و ساختار بدنه و مکانیزم‌های برپایی ماجول‌های مختلف، می‌توان یک بیمارستان سیار را به سه قسمت ذیل تقسیم‌بندی کرد.
- راهر روها

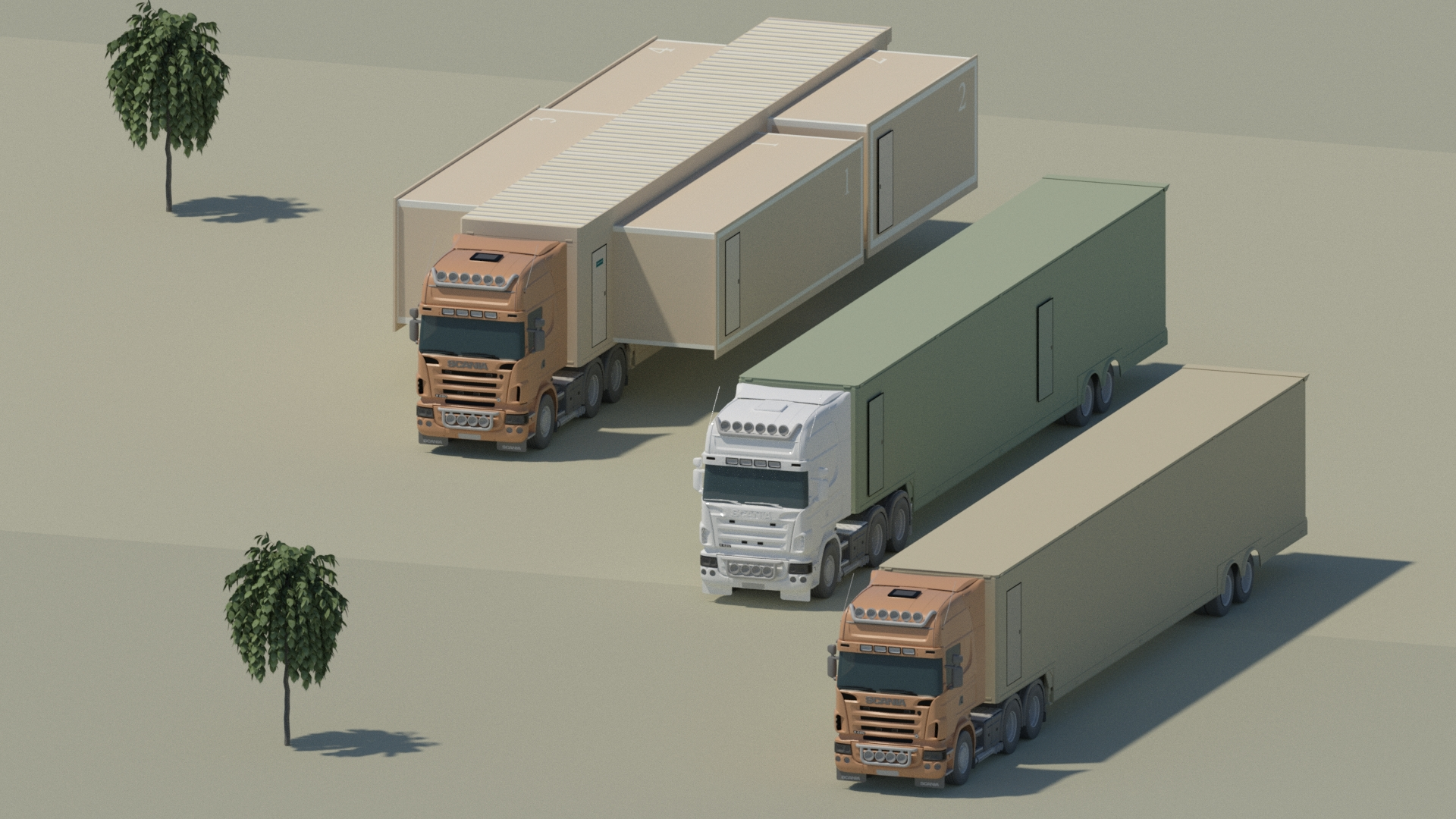
انواع مختلفی از تریلر استفاده شده در بیمارستان‌های سیار

- فضاهای کمکی (رفاهی و خدماتی و تجهیزات جانبی)
- فضاهای درمانی

### ساختار راهروها
در یک بیمارستان سیار، برای ایجاد سالن‌ها یا راهروها، می‌توان از تریلرها یا کانتینرهای استاندارد استفاده کرد. این تریلرها دارای چندین درب برای اتصال به فضاها یا راهروهای دیگر خواهند بود. اتصال بین درب‌های راهروها از طریق کانکتورهای ویژه‌ای انجام خواهد گرفت.
کانکتور ویژه می‌تواندترکیبی از یک پل با یک چادر، یا یک سازه بادی یا یک اتصال آکاردئونی باشد.
برای استفاده بهینه از فضای راهرو، می‌توان در داخل راهرو اتاقک فنی، میز پذیرش، کابینت یا کمد نیز در نظر گرفت.

### ساختار فضاهای کمکی (رفاهی، خدماتی، تجهیزات جانبی)
هر بیمارستان به غیر از بخش‌های پزشکی، نیازمند تأسیسات مکانیکی و برق، فضای تعمیر و نگهداری، واحد ایمنی و بهداشت، بخش‌های اداری، دفاتر خدمات ارتباطی، انبار، اتاق تجهیزات خاص، فضای مدیریت و فرماندهی، توالت، حمام، سرویس بهداشتی، آشپزخانه، تأمین، و آماده‌سازی و توزیع مواد غذایی، خوابگاه کارکنان و پزشکان، تولید و توزیع انرژی الکتریکی، تصفیه آب و مخازن ذخیره‌سازی آب است.
این تجهیزات و فضاها را می‌توان بر روی اتاق تریلرهای استاندارد تعبیه نمود.

### فضاهای درمانی
بیشتر بخش‌های پزشکی بیمارستان‌های سیار را می‌توان در تریلرهای پزشکی ویژه یا تریلرهای قابل گسترش (بازشو) اجرا نمود.

## دپارتمان‌ها و بخش‌های مختلف بیمارستان سیار
یک بیمارستان سیار می‌تواند عمده بخش‌های یک بیمارستان دائمی را شامل باشد، بنابراین تمام یا برخی از بخش‌های زیر می‌تواند بخشی از یک بیمارستان سیار در نظر گرفته شود.
- تصادف و اورژانس (A&E)
- تریاژ
- تروما
- استریل و ضدعفونی
- بخش بستری
- تصویربرداری پزشکی بخش (X-Ray، سونوگرافی، CT scan , MRI)[۳]
- جراحی عمومی

- ICU, CCU و بازیابی
- بیهوشی
- داروخانه
- آزمایشگاه

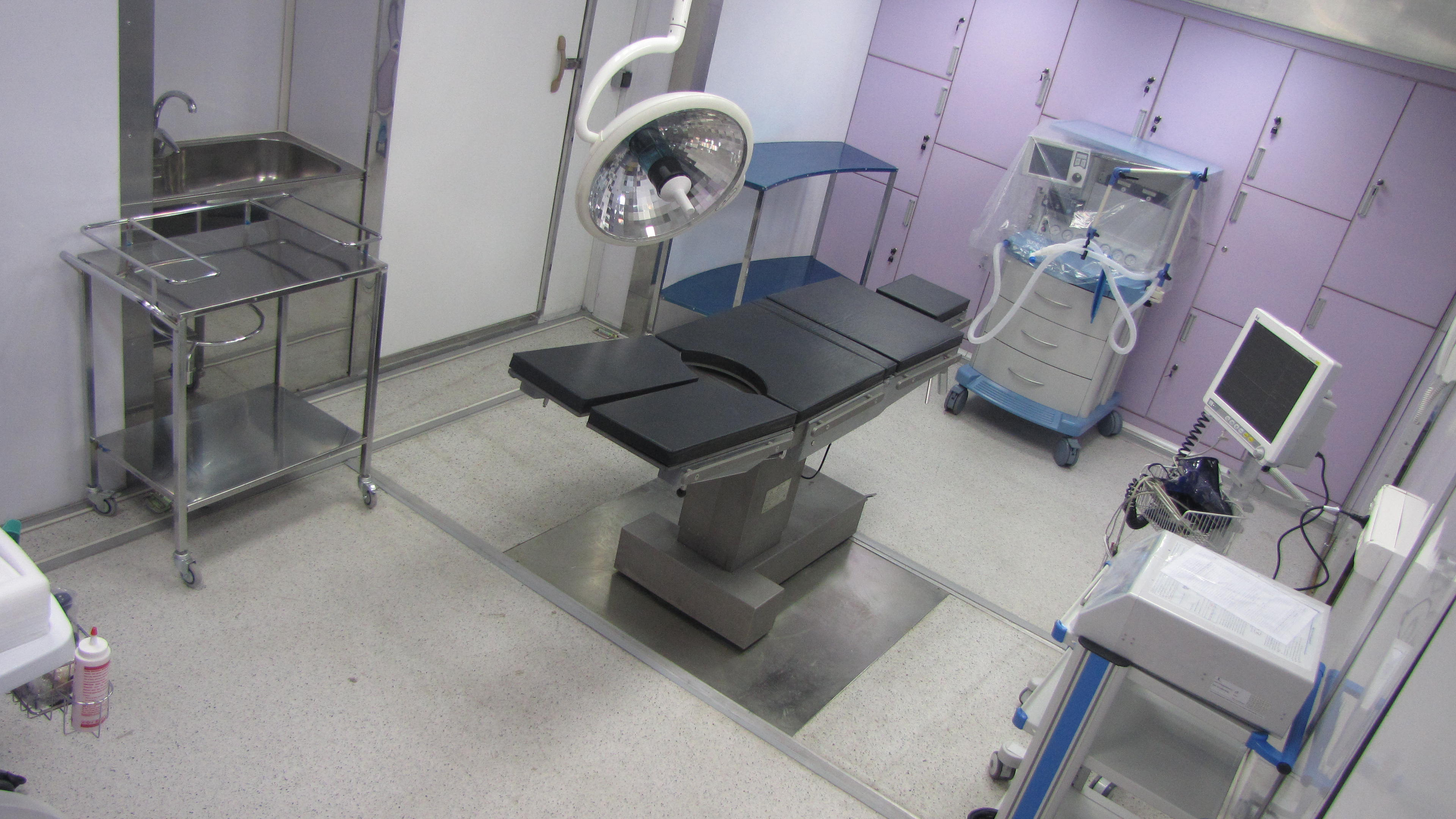

- درمانگاه‌ها و کلینیک‌های عمومی یا تخصصی
- سلامت زنان
- پذیرش
- آسیب‌شناسی
- خدمات عمومی (خدمات پشتیبانی): مانند حمل و نقل، پذیرایی، خانه‌داری و نظافت عمومی، بازرسی و حراست، بهداشت و ایمنی، مخابرات، شستشو و ضدعفونی لباس‌ها و مدیریت داخلی بیمارستان، مدیریت پارکینگ‌ها، ثبت و کنترل هویت نوزادان متولد شده، کنترل دسترسی‌ها و مدیریت آن‌ها، دوربین مدار بسته و غیره.

بخش‌های زیر ممکن است جزو بخش‌های ضروری یک بیمارستان سیار تلقی نشوند اما با توجه به شرایط حادثه، زمان یا مکان آن، برخی از این بخش‌ها می‌تواند به بیمارستان سیار اضافه شود:
- ماموگرافی
- قلب و عروق
- مشاوره و خدمات روانشناسی به بیماران یا اطرافیان آنها

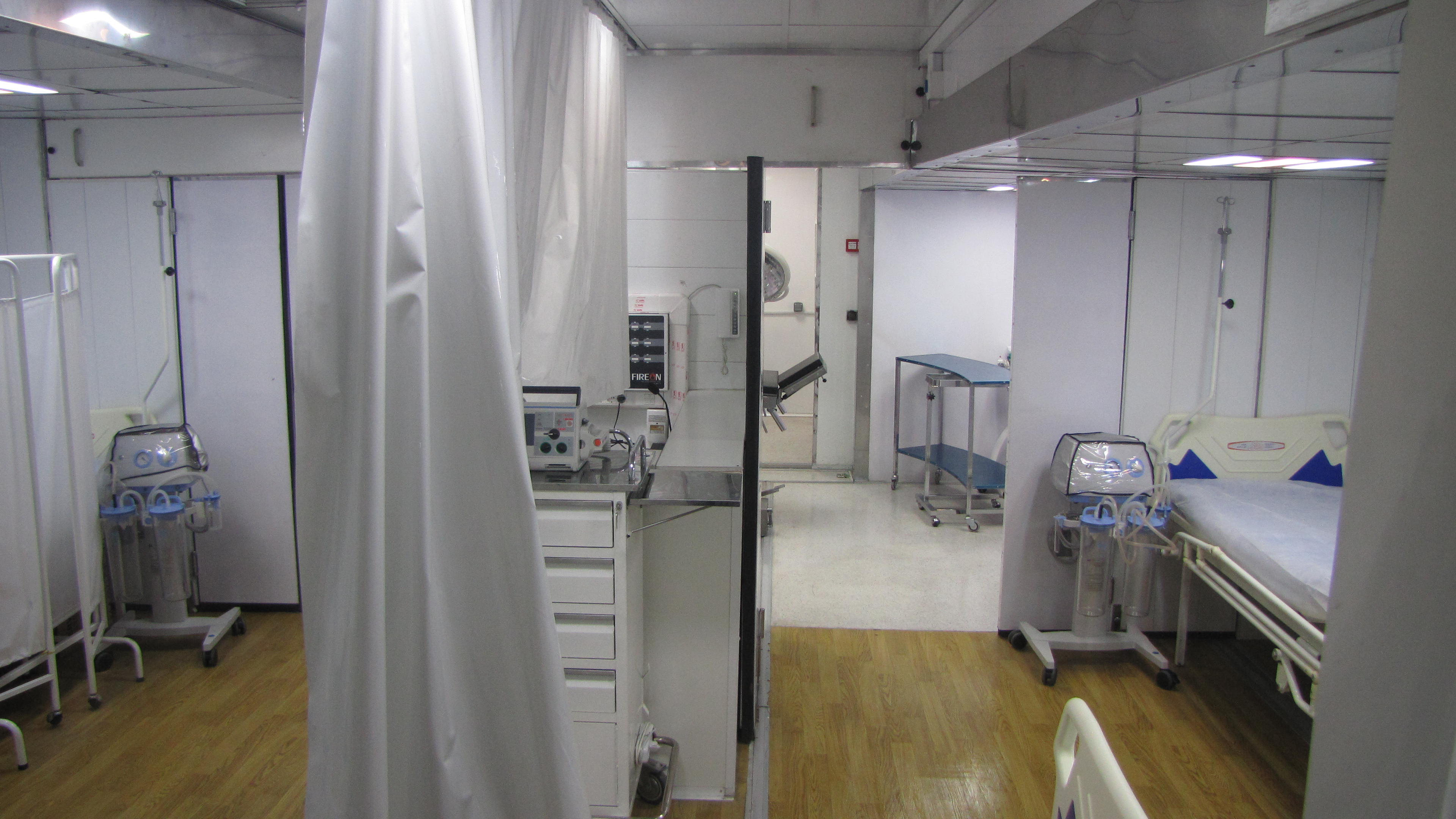
داخل بیمارستان سیار، بخش بستری و تشخیص

- خدمات سالمندان
- گوارش
- زنان
- هماتولوژی
- بهداشت و ایمنی
- مدیریت اطلاعات

- بخش زنان و زایمان
- میکروبیولوژی
- نوزادان
- نفرولوژی
- تغذیه و رژیم‌های غذایی
- انکولوژی
- چشم پزشکی
- ارتوپدی
- ENT (گوش و حلق و بینی و گلو)
- مدیریت درد
- بایگانی پزشکی
- مددکاری اجتماعی
- فیزیوتراپی
- خرید و تأمین اقلام و کارپردازی
- پرتودرمانی
- روماتولوژی
- سلامت جنسی و اورولوژی[۴]

## الزامات و نیازمندی‌ها
1. محل استقرار یک بیمارستان سیار بایستی به راحتی قابل شناسایی و دسترسی باشد از این رو توصیه می‌شود که بیمارستان در نزدیکی ساختمانی نسبتاً بلند یا شناخته شده (مانند مدرسه یا مرکز خرید و غیره) که دارای جاده دسترسی خوبی نیز باشد، برپا گردد، تا بیماران و مردم محلی مشکلی در پیدا کردن آدرس و دسترسی بدان نداشته باشند.
2. بیمارستان سیار، باید در محلی بر پا گردد که دسترسی مناسب به جاده‌های ارتباطی با قابلیت تردد ماشین‌های سنگین، داشته باشد.
3. محوطه بیمارستان سیار باید به اندازه‌ای باشد که فضای لازم برای حرکت و چرخش کامیون‌ها و تریلرها را فراهم آورد.
4. محوطه بیمارستان سیار باید محصور شده با دیوار و نرده‌ها یا سایر موانع فیزیکی مناسب باشد.
5. محیط بیمارستان سیار باید به تعداد و اندازه کافی با نشان‌های هلال احمر و صلیب سرخ علامت‌گذاری گردد، به‌طوری‌که این علایم و همچنین بیمارستان سیار، امکان شناسایی آسان از تپه‌های مشرف، زمین یا هوا را داشته باشند.
6. محوطه بیمارستان سیار باید شامل حداقل دو هلی پد استاندارد (محل فرود هلیکوپتر) باشد.
7. منطقه بیمارستان سیار باید دسترسی به آب آشامیدنی و مواد غذایی و دارو و تجهیزات پزشکی و سوخت داشته باشد؛ همچنین مخازن آب آشامیدنی، انبار غذا، انبار دارو، انبار تجهیزات پزشکی، مخزن سوخت، محل مدیریت پسماندهای بیمارستانی، محل دپو زباله تر و زباله خشک و مخازن فاضلاب در محوطه آن باید در نظر گرفته شود.
8. پس از مستقر شدن بیمارستان سیار می‌توان تعدادی چادر پزشکی در فضاهای خالی بین سازه (به همراه امکانات گرمایشی و سیستم‌های خنک‌کننده برای چادرهای بیمارستانی) در نظر گرفت. در شرایط اضطراری این چادرها می‌توانند برای افزایش ظرفیت بخش بستری بیمارستان سیار استفاده شوند.
9. در داخل بیمارستان سیار بایستی محل عبور و تردد تریلرها و کامیون‌ها و خودروهای آمبولانس باید شناسایی و علامت‌گذاری شوند تا این مناطق همیشه آماده تردد و در دسترس نگاه داشته شوند.
10. قبل از استقرار نهایی بیمارستان سیار، محل نهایی توقف تریلرها باید مشخص شده و براساس نقشه، خط‌کشی گردند.
11. تدابیر لازم برای نورپردازی و روشنایی داخل و خارج محوطه بیمارستان در روز و شب باید انجام شود.
12. برای تعداد کافی آمبولانس، پارکینگ باید در نظر گرفته شود.
13. برای کنترل و مدیریت نظم و انضباط بیمارستان بایستی سیستم‌های امنیتی، دربان، نگهبانان و مسدودکننده فیزیکی درب‌های ورودی بایستی لحاظ گردند.

## بیمارستان سیار در ایران

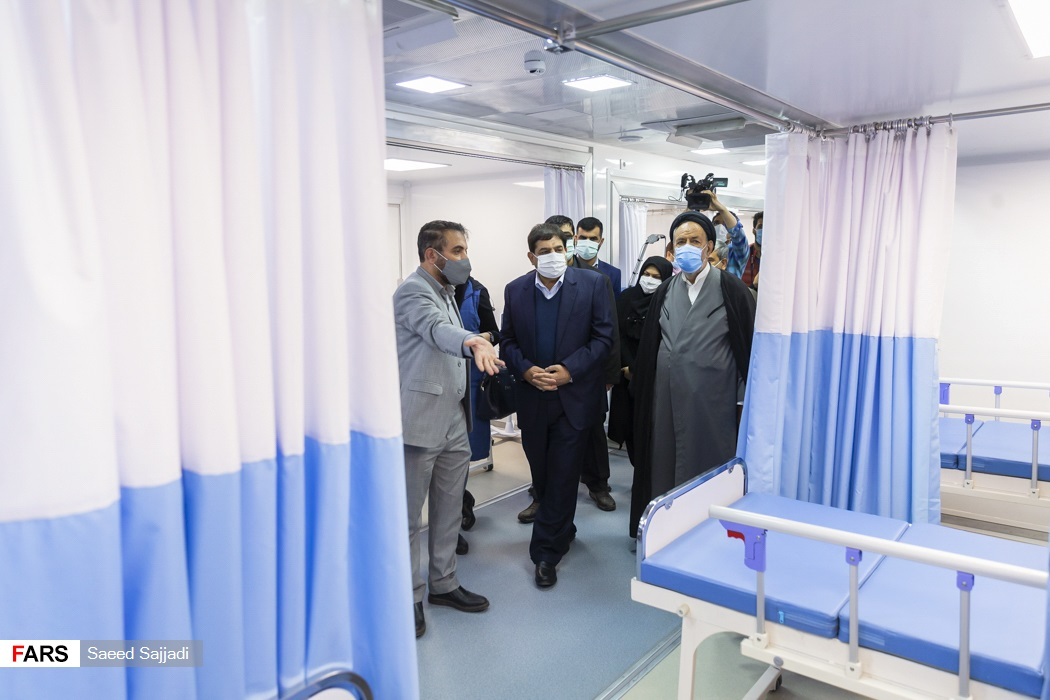

بزرگترین بیمارستان سیار ایران، در اسفندماه ۱۳۹۹ افتتاح شد. این بیمارستان را بنیاد احسان ستاد اجرایی فرمان امام ساخته است و دارای ۹۹ تخت بستری، ۲ اتاق عمل جراحی، اتاق زایمان، دستگاه سونوگرافی، ماموگرافی، اورژانس و داروخانه است. همچنین این بیمارستان مجهز به امکان تله مدیسین و دوراپزشکی است و می‌تواند از طریق اتصال به دیتاسنتر سامانه ۴۰۳۰ خدمات فوق تخصصی را از بیمارستان‌های مادر دریافت و ارائه کند. محمد مخبر در مراسم افتتاحیۀ این بیمارستان اظهار کرد: ساخت این بیمارستان سیار حدود ۱۲۰ میلیارد تومان هزینه دربر داشته است که این میزان هزینه، یک سوم نمونه خارجی قیمت دارد.

## تاریخچه بیمارستان سیار
برای بررسی تاریخچه بیمارستان سیار، بایستی ابتدا نگاهی به تاریخچه بیمارستان صحرایی و همچنین واحدهای سیار نظامی جراحی (MASH) بیاندازیم؛ چرا که بیمارستان سیار نمونه جامع تر و بزرگتر MASH و نمونه کارآمدتر و مدرن تر یک بیمارستان صحرایی است.

### بیمارستان صحرایی
اوایل بیمارستان‌های موقت جراحی یا بیمارستان‌های صحرایی کیلومترها در پشت جبهه ایجاد می‌شدند در آن زمان‌ها، واحدهای پزشکی و درمانی نزدیک میدان جنگ، جهت انجام جراحی‌های ضروری و حساس توسعه نیافته بودند لذا با ناتوانی واحدهای پزشکی نظامی در ایفای نقش خود در پشتبانی یگان‌های خط مقدم، و نارسایی در تخلیه و انتقال مجروحان از میدان جنگ به بیمارستان‌های پشت جبهه، میزان تلفات نیروی انسانی بالا می‌رفت. پس می‌بایستی که راه حل مناسبی پیدا گردد تا به جراحی و درمان سربازان مجروح، مستقیماً در نزدیکی میدان جنگ بپردازد. درغیر اینصورت، عده زیادی از سربازان با توجه به نبود خدمات لازم پزشکی و جراحی و همچنین حین  انتقال به نزدیک‌ترین واحد درمانی تلف می‌شدند. بیمارستان‌های صحرایی قابل جابجایی، با پزشکان و جراحان توانمند، و مستقر شده نزدیک میدان جنگ، امکان ارائه خدمات پزشکی حیاتی و نجات جان سربازان را فراهم می‌آورد. بیمارستان‌های صحرایی با توجه به قابلیت جابجایی، توسط خود پرسنل بیمارستان، همراه با یگان‌های نظامی پیشروی می‌کردند و به فعالیت خود ادامه می‌داد و به این ترتیب بیمارستان‌های صحرایی به جزو لاینفک یگان‌های پزشکی نظامی تبدیل شدند.

### واحدهای MASH
مفهوم بیمارستان سیار نظامی جراحی (MASH) توسط ارتش ایالات متحده ابداع شد. بر اساس تعریف، "MASH " یک بیمارستان جراحی و کاربردی در میدان جنگ است که به انجام اعمال جراحی حیاتی می‌پردازد. اولین بار در ماه اوت سال ۱۹۴۵ به وجود آمد و بعد از آن در جنگ کره و در بسیاری از مناقشه‌های بعدی استفاده شد.
جنگ کره به دلیل افزایش تعداد مجروحان نقش بسزایی در شکل‌گیری مفهوم MASH داشته‌است، چراکه نیاز به راه حلی درمانی مؤثرتر از واحدهای سنتی پزشکی ارتش یا انتقال به بیمارستان‌های دائمی احساس می‌شد. MASH این راه حل بود، که در نزدیک میدان جنگ مستقر می‌شد وعلاوه بر فراهم آوردن امکانات گسترده‌تر پزشکی، برای اهداف دیگری چون ذخیره خون و توزیع آن نیز استفاده می‌شد.
ایده اولیه برای MASH صرفاً ارائه خدمات جراحی بود، اما وظایف آن با توجه به نیازهای میدان جنگ گسترش یافت. طرح‌های اولیه MASH، یک بیمارستان مجهز به یک یا دو اتاق عمل و چند تخت بستری بوده که کل مجموعه روی یک یا چند کامیون نصب می‌شد و مجموعه را تا نزدیکی میدان جنگ، و تا بیرون برد توپخانه دشمن منتقل می‌نمود تا در آنجا بتواند اقدامات اولیه را در نجات جان سربازان یا انجام اعمال جراحی حیاتی انجام داده یا اقدام به تثبیت وضعیت مجروحان قبل از اعزام آنان به یک بیمارستان مجهز تر بنماید.
در جنگ کره، و در نبود امکانات حمل و نقل و تخلیه مناسب مجروحان، گاهی تعداد بیماران یک واحد MASH در طول یک روز تا دو برابر ظرفیت واقعی آن افزایش می‌یافت اما از اواخر سال ۱۹۵۱، و با استقرار امنیت نسبی، واحدهای MASH توانستند به میدان جنگ (تا حدود ۳۰ کیلومتری محل نبرد) نزدیک تر شوند و واحدهای MASH توانستند هرچه بهتر و کارآمد تر به ارائه خدمات خود بپردازند.
بر اساس استانداردهای نظامی، زمان قابل قبول برای راه اندازی یک واحد MASH از زمان رسیدن به محل، ۴ ساعت و زمان جمع کردن آن و آماده‌سازی برای انتقال دوباره، ۶ ساعت است.
در اوایل هر MASH، قابلیت انجام ۵ جراحی در هر شیفت را دارا بود و از سیستم کارآمدی برای طبقه‌بندی بیماران و طبقه‌بندی وخامت حال آن‌ها بهره می‌برد در این واحدها مجروحان ورودی از لحاظ وخامت حال و امکان نجات جان درجه‌بندی می‌شدند و در صورت امکان مجروحان پس از تثبیت وضعیت، یا انجام عمل جراحی ضروری حیاتی (مثلاً برای جلوگیری از خون ریزی) به سایر بیمارستان‌ها و مراکز درمانی اعزام می‌شدند. هر واحد MASH به وسیلهٔ یک دسته از خودروهای آمبولانس و همچنین هلی کوپترها (بعنوان آمبولانی هوایی)، جهت تسهیل تخلیه مداوا شدگان و مجروحان، و همچنین یک گروه هلی کوپتر به عنوان واحدهای تدارکات، پشتیبانی می‌شدند.
این سیستم کارایی فوقالعاده خود را اثبات کرد؛ نرخ تلفات مجروحان ارتش آمریکا از ۴٫۵ درصد در جنگ جهانی دوم به ۲٫۵ درصد در جنگ کره کاهش یافت.
پس از اثبات ارزش MASH در جنگ کره چنین مجموعه‌هایی به بخش کلیدی ارتش‌ها مبدل گردید. پیشرفت‌های تکنولوژی و پزشکی، "MASH" را در نجات جان بسیاری نه تنها در جنگ، بلکه به هنگام حوادث نامترقبه یا مناطق دورافتاده و توسعه نیافته یاری رسانده‌است.

### جمع‌بندی
- MASH عمدتاً درمان‌های ضروری و جراحی‌های حیاتی برای نجات جان افراد و تثبیت حال مجروحان قبل از اعزام آنها، به بیمارستان دائمی را انجام می‌دهد. بیمارستان صحرایی به دلیل جنس و ساختار خود، فاقد کارایی لازم در شرایط طاقت فرسا چون باران غیر معمول، گرما، سرما، و محیط‌های با خطر حمله حیوانات و موجودات مزاحم است؛ به‌علاوه در بیمارستان‌های صحرایی انجام سرمایش و گرمایش محیط داخل چادرها مشکل بوده و ضدعفونی کردن فضاها و سطوح دیواره‌های داخلی، از مشکلات عدیده آن است. همچنین آماده‌سازی و استقرار چادرها در شرایط آب و هوایی بد، سخت و زمانبر است.

برای حل مشکلات فوق و با ترکیب ایدهٔ بیمارستان صحرایی و ساختارها و پلت فرم‌های واحد MASH، مفهوم بیمارستان سیار متولد گردیده است.